# Teresa Ribeiro
Teresa Ribeiro (...) è una diplomatica portoghese attuale Rappresentante dell’Organizzazione per la sicurezza e la cooperazione in Europa per la libertà dei media.

## Biografia
Dopo la laurea in Filosofia intraprende la carriera diplomatica. Successivamente ha ricoperto ruoli nell’ambito dei media, sia in Portogallo che a livello di organizzazioni internazionali - fra queste, quello di Presidente dello Steering Committee sui Mass Media del Consiglio d'Europa.
A livello politico, è stata Segretario Generale aggiunto dell’Unione per il Mediterraneo, Segretario di Stato per gli Affari Europei e poi Segretario di Stato per gli Affari Esteri e la Cooperazione presso il Ministero degli Affari Esteri portoghese.
Il 4 dicembre 2020 è stata nominata quinto Rappresentante dell’OSCE per la libertà dei media, con un mandato di tre anni.
Nell’ambito del suo mandato, denuncia pubblicamente le violazioni subite dai giornalisti e in generale dai lavoratori del settore mediatico. Per esempio, durante l’offensiva militare russa contro l’Ucraina del 2022, ha espresso condanna e tristezza per i giornalisti rimasti uccisi.